# Ecce Homo (Rubens)
 Ecce Homo   è un dipinto a olio su tavola di Peter Paul Rubens, eseguito prima del 1612 e conservato presso il museo dell'Ermitage a San Pietroburgo. Il dipinto appartiene alla collezione del museo russo dal 1922, anno in cui venne trasferito dalla galleria Kushelevskaya. Il dipinto fa parte delle opere realizzate dall'artista all'inizio della propria attività pittorica.

## Descrizione
Elemento centrale dell'opera è Gesù nel momento in cui, secondo il vangelo di Giovanni (19, 5), viene mostrato alla folla da Ponzio Pilato dopo essere stato torturato. In tale frangente, Pilato pronuncia la nota frase Ecce Homo. Rubens dimostra di avere già appreso i fondamenti dell'arte rinascimentale e classica nel dipingere l'opera, in considerazione dei particolari anatomici del soggetto. Lo stile della pittura fiamminga, tipica di Rubens, emerge nell'esecuzione del drappeggio e nel riflesso della luce sull'elmo. Il volto di Cristo è fiero, senza alcuna forma di sofferenza, proprio per far trasparire una forza interiore.